# Kirrode
Die Wüstung Kirrode oder Kyrrode befindet sich im Gebiet der Stadt Leinefelde-Worbis im Landkreis Eichsfeld in Thüringen.

## Lage
Der ehemalige Ort befindet sich etwa 1,5 Kilometer südöstlich von Leinefelde und einen Kilometer nordwestlich von Birkungen an der Ohne, einem Zufluss der Wipper. Die Bahnstrecke Gotha–Leinefelde und die Bundesstraße 247 führen heute durch die Wüstungslage beziehungsweise deren ehemalige Gemarkung.
Die Gemarkung von Kirrode muss recht groß gewesen sein, wie der Verkauf von 35 Hufen Land an Birkunger Bewohner bezeugt und das Kloster Reifenstein noch einen Rest behielt. Auch nach den noch heute bekannten Flurbezeichnungen reichte das Land vermutlich vom Richteberg bei Beinrode, bis zum Lunapark in Leinefelde, bis an den heutigen Ortsrand von Birkungen und den Bereich der Talsperre Birkungen.

## Geschichte der Siedlung
Der Ort Kirrode wurde um das Jahr 1200 erstmals erwähnt. Ob in dem an einer alten Straße gelegenen Ort eine Burg bestanden hat, ist nicht belegt. Zumindest ist ein befestigter Herrenhof anzunehmen, da hier mehrere Urkunden ausgestellt und besiegelt wurden (1294 „actum in Kirrode“).
Die Adelsfamilie von Marchia besaß am Ende des 13. Jahrhunderts das Dorf als Afterlehen der Grafen von Beichlingen, Landesherren waren später die Mainzer Erzbischöfe. Im Jahr 1300 verkaufte Hugo von Marchia, Burgmann auf dem Scharfenstein, das Lehen über das Dorf mit allem Zubehör (Wiesen, Weiden, Acker, Waldungen, Fischteich und Mühle) dem Patronat der Kirche und das Blutgericht an das Kloster Reifenstein. 1303 überließ Friedrich Graf von Beichlingen all seine Rechte in Kirrode dem Kloster.
1303 wurde die Pfarrkirche dem Kloster übertragen und der Wohnort des Pfarrers 1308 nach Leinefelde verlegt, weil Bewohner den Ort bereits zahlreich verlassen haben. 1312 übereignete Gisela, die Witwe von Hugo von der Mark, nochmals Güter auf dem Kirchhof in Kirrode an das Kloster. Im Jahr 1339 kam es zu einem Rechtsstreit zwischen dem Pfarrer in Kirrode und dem Kloster Beuren um einen Zehnten in Reblingerode.
Kurz vor 1428 wurde das Dorf vermutlich bei Kämpfen mit der Stadt Göttingen und Otto II. von Braunschweig zerstört, danach wurde es nur noch als Wüstung bezeichnet. Die Bewohner von Kirrode waren überwiegend nach Birkungen übergesiedelt und bewirtschafteten die Ländereien von dort aus. 1556 teilten sich den Erbzins über Kirrode die auf der Burg Scharfenstein wohnenden Herren von Wintzingerode und das Kloster Reifenstein. Im Jahr 1603 verkaufte das Kloster Teile der Wüstung an Einwohner in Birkungen und 1673 besaß das Erzstift Mainz hier 34 Hufen Land.

## Heutige Situation
Mit der Realisierung des Eichsfeldplanes vom 14. Mai 1959 wurden in den folgenden Jahren Teile der Baumwollspinnerei und der Wohngebiete der Leinefelder Südstadt auf der ehemaligen Gemarkung von Kirrode errichtet. Ein Gewerbegebiet im Süden der Stadt ist nach dem untergegangenen Ort benannt (Vor Kirrode/Im Entenphul). Zwischen 2003 und 2020 erfolgten archäologische Sicherungsmaßnahmen durch das Thüringische Landesamt für Denkmalpflege und Archäologie (TLDA), wo große Teile des mittelalterlichen Dorfes untersucht wurden. Dabei wurden Hausgrundrisse dokumentiert sowie ein Graben einer möglichen Dorfbefestigung und es wurden zahlreiche Fundstücke mit Hinweis auf handwerkliche Tätigkeiten gesichert. Baubegleitenden archäologischen Untersuchungen auf dem Landesgartenschau-Gelände durch das Landesamt für Denkmalpflege und Archäologie brachten neue Erkenntnisse zur Lage der Kirche und der Mühle, mehrere Wohnbebauungen und über eine alte Straßenverbindung zwischen Birkungen und Leinefelde. Im Rahmen dieser Arbeiten soll der kleine Bach Ohne wieder an den ursprünglichen Verlauf zurück verlegt werden. 